# لیگ ملت‌های والیبال مردان ۲۰۲۲
لیگ ملت‌های والیبال مردان ۲۰۲۲، چهارمین دوره از لیگ ملت‌های والیبال مردان FIVB، تورنمنت بین‌المللی سالیانهٔ والیبال مردان می‌باشد. رقابت از ۷ ژوئن تا ۲۴ ژوئیه ۲۰۲۲ برگزار گردید و دور نهایی در یونیپل آرنا، بولونیا، ایتالیا برگزار شد.
استرالیا پس از انجام دور مقدماتی آخرین تیم چلنجر شد و برندهٔ جام چلنجر ۲۰۲۲ برای نسخهٔ ۲۰۲۳ جایگزین این تیم شد.
فرانسه نخستین عنوان قهرمانی خود در VNL را پس از برتری بر ایالات متحده در پنج ست هیجان‌انگیز به دست آورد. این دومین نشان نقرهٔ آمریکایی‌ها در لیگ ملت‌ها بود. لهستان دومین مدال برنز خود را با برتری قاطعانه برابر ایتالیا، میزبان دور نهایی در سه ست پیاپی به دست آورد. اروین انگاپت از فرانسه نیز به عنوان ام‌وی‌پی تورنمنت برگزیده شد.

## راه‌یابی
از آنجایی که در VNL ۲۰۲۱ هیچ صعود یا سقوطی وجود نداشت، ۱۵ تیم از همان ۱۶ تیم حاضر در سال ۲۰۲۱ در نسخهٔ ۲۰۲۲ رقابت کردند.
در ۱ مارس ۲۰۲۲، FIVB روسیه و بلاروس را به دلیل حملهٔ روسیه به اوکراین فاقد صلاحیت برای شرکت در رقابت‌های بین‌المللی و قاره‌ای اعلام کرد. در نتیجه روسیه از این رقابت خارج شد. در ۲۹ آوریل چین جایگزین روسیه برای رقابت شد.
| کشور                | کنفدراسیون | عنوان     | حضورهای پیشین | حضورهای پیشین | حضورهای پیشین | بهترین عملکرد پیشین        |
| کشور                | کنفدراسیون | عنوان     | کل            | نخستین        | واپسین        | بهترین عملکرد پیشین        |
| ------------------- | ---------- | --------- | ------------- | ------------- | ------------- | -------------------------- |
| آرژانتین            | CSV        | تیم اصلی  | ۳             | ۲۰۱۸          | ۲۰۲۱          | جایگاه هفتم (۲۰۱۹)         |
| استرالیا            | AVC        | تیم چلنجر | ۳             | ۲۰۱۸          | ۲۰۲۱          | جایگاه سیزدهم (۲۰۱۸, ۲۰۱۹) |
| برزیل               | CSV        | تیم اصلی  | ۳             | ۲۰۱۸          | ۲۰۲۱          | قهرمان (۲۰۲۱)              |
| بلغارستان           | CEV        | تیم چلنجر | ۳             | ۲۰۱۸          | ۲۰۲۱          | جایگاه یازدهم (۲۰۱۸)       |
| کانادا              | NORCEA     | تیم چلنجر | ۳             | ۲۰۱۸          | ۲۰۲۱          | جایگاه هفتم (۲۰۱۸)         |
| چین                 | AVC        | تیم چلنجر | ۲             | ۲۰۱۸          | ۲۰۱۹          | جایگاه پانزدهم (۲۰۱۸)      |
| فرانسه              | CEV        | تیم اصلی  | ۳             | ۲۰۱۸          | ۲۰۲۱          | نائب-قهرمان (۲۰۱۸)         |
| آلمان               | CEV        | تیم اصلی  | ۳             | ۲۰۱۸          | ۲۰۲۱          | جایگاه نهم (۲۰۱۸)          |
| ایران               | AVC        | تیم اصلی  | ۳             | ۲۰۱۸          | ۲۰۲۱          | جایگاه پنجم (۲۰۱۹)         |
| ایتالیا             | CEV        | تیم اصلی  | ۳             | ۲۰۱۸          | ۲۰۲۱          | جایگاه هشتم (۲۰۱۸, ۲۰۱۹)   |
| ژاپن                | AVC        | تیم اصلی  | ۳             | ۲۰۱۸          | ۲۰۲۱          | جایگاه دهم (۲۰۱۹)          |
| هلند                | CEV        | تیم چلنجر | ۱             | ۲۰۲۱          | ۲۰۲۱          | جایگاه پانزدهم (۲۰۲۱)      |
| لهستان              | CEV        | تیم اصلی  | ۳             | ۲۰۱۸          | ۲۰۲۱          | نائب-قهرمان (۲۰۲۱)         |
| روسیه               | CEV        | تیم اصلی  | ۳             | ۲۰۱۸          | ۲۰۲۱          | قهرمان (۲۰۱۸, ۲۰۱۹)        |
| صربستان             | CEV        | تیم اصلی  | ۳             | ۲۰۱۸          | ۲۰۲۱          | جایگاه پنجم (۲۰۱۸)         |
| اسلوونی             | CEV        | تیم چلنجر | ۱             | ۲۰۲۱          | ۲۰۲۱          | جایگاه چهارم (۲۰۲۱)        |
| ایالات متحده آمریکا | NORCEA     | تیم اصلی  | ۳             | ۲۰۱۸          | ۲۰۲۱          | نائب-قهرمان (۲۰۱۹)         |

## قالب

### دوره مقدماتی
در تورنمنت ۲۰۲۲، قالب بازی تغییر کرد. در قالب جدید ۱۶ تیم مردان در گروه‌های ۸ تیمی در دور گروهی به رقابت می‌پرداختند. هر تیم ۱۲ مسابقه در دور نخست انجام داد. سپس هشت تیم به دور حذفی نهایی رقابت راه پیدا کردند.

### دور نهایی
در دور نهایی VNL هفت تیم برتر به همراه کشور میزبان مرحلهٔ نهایی ایتالیا با هم رو در رو شدند که در مجموع شامل هشت مسابقه بود: چهار رقابت در یک‌چهارم نهایی‌ها، دو رقابت در نیمه‌نهایی‌ها و رقابت‌های نشان برنز و طلا.
ساختار دور حذفی ۸ نهایی:
1. تیم نخست در یک بازی یک‌چهارم نهایی با تیم هشتم، تیم دوم در بازی دیگر یک‌چهارم نهایی با تیم هفتم، تیم سوم در یک بازی یک‌چهارم نهایی با تیم ششم و تیم چهارم در دور یک‌چهارم نهایی به دیدار تیم پنجم رده‌بندی می‌رفت.
2. اگر تیم میزبان پس از دور مقدماتی VNL در بین ۸ تیم برتر جدول رده‌بندی نهایی جای داشت، در رتبهٔ نخست جای می‌گرفت.
3. اگر تیم میزبان پس از دور مقدماتی VNL در بین ۸ تیم برتر جدول رده‌بندی نهایی جای می‌داشت، در رتبهٔ هشتم جای می‌گرفت.

## ترکیب‌بندی دسته
نمای کلی دسته‌ها در ۲۱ دسامبر ۲۰۲۱ مشخص شد.
دور مقدماتی
| هفته ۱                                                                       | هفته ۱                                                                      | هفته ۲                                                            | هفته ۲                                                                                 | هفته ۳                                                                             | هفته ۳                                                                |
| دسته ۱ برزیل                                                                 | دسته ۲ کانادا                                                               | دسته ۳ فیلیپین                                                    | دسته ۴ بلغارستان                                                                       | دسته ۵ ژاپن                                                                        | دسته ۶ لهستان                                                         |
| ---------------------------------------------------------------------------- | --------------------------------------------------------------------------- | ----------------------------------------------------------------- | -------------------------------------------------------------------------------------- | ---------------------------------------------------------------------------------- | --------------------------------------------------------------------- |
| برزیل · چین · ایالات متحده آمریکا · اسلوونی · ژاپن · ایران · هلند · استرالیا | کانادا · لهستان · فرانسه · صربستان · آرژانتین · ایتالیا · آلمان · بلغارستان | ژاپن · فرانسه · چین · اسلوونی · آرژانتین · ایتالیا · آلمان · هلند | بلغارستان · برزیل · لهستان · ایالات متحده آمریکا · صربستان · کانادا · ایران · استرالیا | ژاپن · برزیل · فرانسه · ایالات متحده آمریکا · آرژانتین · کانادا · آلمان · استرالیا | لهستان · چین · اسلوونی · صربستان · ایتالیا · ایران · هلند · بلغارستان |

## مکان‌های برگزاری
دور مقدماتی
| دسته ۱                  | دسته ۲              | دسته ۳             |
| برازیلیا، برزیل         | اتاوا، کانادا       | کزون سیتی، فیلیپین |
| ----------------------- | ------------------- | ------------------ |
| Nilson Nelson Gymnasium | TD Place Arena      | Araneta Coliseum   |
| گنجایش: ۱۱٬۱۰۵          | گنجایش: ۹٬۵۰۰       | گنجایش: ۱۶٬۰۳۵     |
|                         |                     |                    |
| دسته ۴                  | دسته ۵              | دسته ۶             |
| صوفیه، بلغارستان        | اوساکا، ژاپن        | گدانسک، لهستان     |
| آرمیک آرنا              | Maruzen Intec Arena | ارگو آرنا          |
| گنجایش: ۱۵٬۳۷۳          | گنجایش: ۱۰٬۰۰۰      | گنجایش: ۱۱٬۴۰۹     |
|                         |                     |                    |

دور نهایی
| تمام بازی‌ها      |
| ---------------- |
| بولونیا، ایتالیا |
| یونیپل آرنا      |
| گنجایش: ۱۱٬۰۰۰   |
|                  |

## برنامه زمانی رقابت
| ● | دور مقدماتی | ● | دور نهایی |

| هفته ۱ ژوئن ۷–۱۲ | هفته ۲ ژوئن ۲۱–۲۶ | هفته ۳ ژوئیه ۵–۱۰ | هفته ۴ ژوئیه ۲۰–۲۴ |
| ---------------- | ----------------- | ----------------- | ------------------ |
| ۳۲ مسابقه        | ۳۲ مسابقه         | ۳۲ مسابقه         | ۸ مسابقه           |

## فرایند رده‌بندی گروه
1. شمار کل بردها (مسابقات برده و مسابقات باخته)
2. در صورت برابری، اولویت تساوی‌شکنی به ترتیب زیر خواهد بود:
  - برد مسابقه ۳–۰ یا ۳–۱: ۳ امتیاز برای برندهٔ رقابت، ۰ امتیاز برای بازندهٔ رقابت
  - برد مسابقه ۳–۲: ۲ امتیاز برای برندهٔ رقابت، ۱ امتیاز برای بازندهٔ رقابت
  - برد مسابقه با جریمه: ۳ امتیاز برای برندهٔ رقابت، ۰ امتیاز برای بازندهٔ رقابت، نتیجهٔ نهایی ۳–۰ (۲۵–۰، ۲۵–۰، ۲۵–۰) برای برنده
3. اگر تیم‌ها پس از بررسی شمار پیروزی‌ها و امتیازات به دست آمده همچنان مساوی باشند، FIVB به صورت زیر نتایج را بررسی می‌کند تا تساوی را از بین ببرد:
  - ضریب ست: اگر دو یا چند تیم در شمار امتیازات با هم برابر باشند، آن‌ها با استفاده از ضریب حاصل شده از تقسیم شمار کل ست‌های برنده شده به کل ست‌های از دست رفته رده‌بندی می‌شوند.
  - ضریب امتیازات: اگر برابری براساس ضریب ست ادامه داشته باشد، در این صورت تیم‌ها با بهره‌گیری از ضریب حاصل از تقسیم کل امتیازات به دست آمده نسبت به کل امتیازات از دست رفته در طول تمام ست‌ها رده‌بندی می‌شوند.
  - اگر برابری براساس ضریب امتیاز ادامه داشته باشد، در این صورت تساوی براساس تیم برندهٔ دور نوبت‌گردشی بین تیم‌های مساوی از بین خواهد رفت. اگر برابری بین سه یا چند تیم باشد، این تیم‌ها با در نظر گرفتن رقابت‌های بین خودشان رده‌بندی می‌شوند و نتایج این تیم‌ها در برابر تیم‌های دیگر در نظر گرفته نمی‌شود.

## دور مقدماتی
|  | واجد شرایط برای دور نهایی                 |
|  | واجد شرایط برای دور نهایی به عنوان میزبان |
|  | سقوط کرده به جام چلنجر ۲۰۲۲               |

### رده‌بندی
|      |                     | بازی | بازی | امتیاز | ست  | ست   | ست    | امتیاز | امتیاز | امتیاز |
| رتبه | تیم                 | برد  | باخت | امتیاز | برد | باخت | نسبت  | برد    | باخت   | نسبت   |
| ---- | ------------------- | ---- | ---- | ------ | --- | ---- | ----- | ------ | ------ | ------ |
| ۱    | ایتالیا             | ۹    | ۲    | ۲۸     | ۳۰  | ۹    | ۳٫۳۳۳ | ۹۳۳    | ۸۱۹    | ۱٫۱۳۹  |
| ۲    | لهستان              | ۹    | ۲    | ۲۸     | ۲۹  | ۹    | ۳٫۲۲۲ | ۹۱۰    | ۸۰۴    | ۱٫۱۳۲  |
| ۳    | ژاپن                | ۹    | ۲    | ۲۷     | ۲۹  | ۱۵   | ۱٫۹۳۳ | ۱٬۰۲۴  | ۹۲۲    | ۱٫۱۱۱  |
| ۴    | ایالات متحده آمریکا | ۹    | ۲    | ۲۵     | ۲۸  | ۱۴   | ۲٫۰۰۰ | ۹۸۹    | ۸۷۰    | ۱٫۱۳۷  |
| ۵    | فرانسه              | ۸    | ۳    | ۲۵     | ۲۸  | ۱۱   | ۲٫۵۴۵ | ۹۱۶    | ۷۷۲    | ۱٫۱۸۷  |
| ۶    | برزیل               | ۷    | ۴    | ۲۱     | ۲۳  | ۱۴   | ۱٫۶۴۳ | ۸۸۵    | ۸۱۳    | ۱٫۰۸۹  |
| ۷    | ایران               | ۷    | ۵    | ۲۰     | ۲۲  | ۱۹   | ۱٫۱۵۸ | ۹۶۱    | ۹۲۳    | ۱٫۰۴۱  |
| ۸    | هلند                | ۶    | ۵    | ۱۷     | ۲۰  | ۱۸   | ۱٫۱۱۱ | ۸۴۷    | ۸۵۶    | ۰٫۹۸۹  |
| ۹    | آرژانتین            | ۵    | ۶    | ۱۷     | ۲۲  | ۲۳   | ۰٫۹۵۷ | ۱٬۰۰۵  | ۱٬۰۰۴  | ۱٫۰۰۱  |
| ۱۰   | اسلوونی             | ۵    | ۶    | ۱۵     | ۱۷  | ۲۱   | ۰٫۸۱۰ | ۸۳۸    | ۸۶۵    | ۰٫۹۶۹  |
| ۱۱   | صربستان             | ۴    | ۷    | ۱۱     | ۱۶  | ۲۶   | ۰٫۶۱۵ | ۹۱۲    | ۹۶۲    | ۰٫۹۴۸  |
| ۱۲   | آلمان               | ۴    | ۸    | ۱۰     | ۱۸  | ۲۹   | ۰٫۶۲۱ | ۹۶۹    | ۱٬۱۰۳  | ۰٫۸۷۹  |
| ۱۳   | چین                 | ۳    | ۸    | ۹      | ۱۳  | ۲۵   | ۰٫۵۲۰ | ۷۵۹    | ۸۵۳    | ۰٫۸۹۰  |
| ۱۴   | بلغارستان           | ۲    | ۱۰   | ۹      | ۱۶  | ۳۱   | ۰٫۵۱۶ | ۹۹۰    | ۱٬۰۸۷  | ۰٫۹۱۱  |
| ۱۵   | کانادا              | ۲    | ۱۰   | ۶      | ۱۰  | ۳۳   | ۰٫۳۰۳ | ۸۸۷    | ۱٬۰۲۲  | ۰٫۸۶۸  |
| ۱۶   | استرالیا            | ۱    | ۱۰   | ۲      | ۸   | ۳۲   | ۰٫۲۵۰ | ۸۰۴    | ۹۵۴    | ۰٫۸۴۳  |

منبع: لیگ ملت‌ها - جدول رده‌بندی مردان

### هفته ۱

#### دسته ۱
- تمامی زمان‌ها براساس زمان برزیل (UTC−۰۳:۰۰) می‌باشد.

| تاریخ   | ساعت  |                     | امتیاز |                     | ست ۱  | ست ۲  | ست ۳  | ست ۴  | ست ۵ | مجموع  | گزارش     |
| ------- | ----- | ------------------- | ------ | ------------------- | ----- | ----- | ----- | ----- | ---- | ------ | --------- |
| ۷ ژوئن  | ۱۸:۰۰ | چین                 | ۱–۳    | ایران               | ۱۵–۲۵ | ۲۵–۱۹ | ۲۲–۲۵ | ۱۵–۲۵ |      | ۷۷–۹۴  | P2 Report |
| ۷ ژوئن  | ۲۱:۰۰ | اسلوونی             | ۰–۳    | ایالات متحده آمریکا | ۱۹–۲۵ | ۱۹–۲۵ | ۱۴–۲۵ |       |      | ۵۲–۷۵  | P2 Report |
| ۸ ژوئن  | ۱۸:۰۰ | ژاپن                | ۳–۱    | هلند                | ۲۲–۲۵ | ۲۶–۲۴ | ۲۵–۲۲ | ۲۵–۱۷ |      | ۹۸–۸۸  | P2 Report |
| ۸ ژوئن  | ۲۱:۰۰ | برزیل               | ۳–۰    | استرالیا            | ۲۵–۱۴ | ۲۵–۱۸ | ۲۵–۲۱ |       |      | ۷۵–۵۳  | P2 Report |
| ۹ ژوئن  | ۱۵:۰۰ | ژاپن                | ۳–۱    | چین                 | ۲۱–۲۵ | ۲۵–۱۹ | ۲۵–۱۹ | ۲۵–۱۸ |      | ۹۶–۸۱  | P2 Report |
| ۹ ژوئن  | ۱۸:۰۰ | هلند                | ۰–۳    | ایالات متحده آمریکا | ۱۲–۲۵ | ۱۸–۲۵ | ۱۶–۲۵ |       |      | ۴۶–۷۵  | P2 Report |
| ۹ ژوئن  | ۲۱:۰۰ | برزیل               | ۳–۱    | اسلوونی             | ۲۵–۲۱ | ۲۱–۲۵ | ۲۵–۲۰ | ۲۵–۱۶ |      | ۹۶–۸۲  | P2 Report |
| ۱۰ ژوئن | ۱۵:۰۰ | هلند                | ۳–۰    | ایران               | ۲۶–۲۴ | ۲۵–۲۱ | ۲۵–۲۱ |       |      | ۷۶–۶۶  | P2 Report |
| ۱۰ ژوئن | ۱۸:۰۰ | ژاپن                | ۲–۳    | ایالات متحده آمریکا | ۲۵–۱۷ | ۱۵–۲۵ | ۲۱–۲۵ | ۲۸–۲۶ | ۹–۱۵ | ۹۸–۱۰۸ | P2 Report |
| ۱۰ ژوئن | ۲۱:۰۰ | استرالیا            | ۰–۳    | اسلوونی             | ۲۲–۲۵ | ۲۰–۲۵ | ۲۱–۲۵ |       |      | ۶۳–۷۵  | P2 Report |
| ۱۱ ژوئن | ۱۵:۰۰ | ایالات متحده آمریکا | ۳–۱    | برزیل               | ۲۱–۲۵ | ۲۷–۲۵ | ۲۵–۲۰ | ۲۵–۲۰ |      | ۹۸–۹۰  | P2 Report |
| ۱۱ ژوئن | ۱۸:۰۰ | اسلوونی             | ۳–۱    | چین                 | ۲۵–۱۵ | ۲۵–۲۰ | ۱۸–۲۵ | ۲۷–۲۵ |      | ۹۵–۸۵  | P2 Report |
| ۱۱ ژوئن | ۲۱:۰۰ | ایران               | ۳–۱    | استرالیا            | ۲۵–۱۴ | ۲۵–۲۲ | ۱۸–۲۵ | ۲۵–۱۵ |      | ۹۳–۷۶  | P2 Report |
| ۱۲ ژوئن | ۱۰:۰۰ | برزیل               | ۰–۳    | چین                 | ۲۳–۲۵ | ۲۹–۳۱ | ۲۳–۲۵ |       |      | ۷۵–۸۱  | P2 Report |
| ۱۲ ژوئن | ۱۳:۰۰ | ایران               | ۰–۳    | ژاپن                | ۲۰–۲۵ | ۱۴–۲۵ | ۱۹–۲۵ |       |      | ۵۳–۷۵  | P2 Report |
| ۱۲ ژوئن | ۱۶:۰۰ | هلند                | ۳–۰    | استرالیا            | ۲۵–۲۰ | ۲۵–۱۵ | ۲۵–۲۳ |       |      | ۷۵–۵۸  | P2 Report |

#### دسته ۲
- تمامی زمان‌ها براساس منطقه زمانی شرقی (UTC−۰۴:۰۰) می‌باشد.

| تاریخ   | ساعت  |           | امتیاز |          | ست ۱  | ست ۲  | ست ۳  | ست ۴  | ست ۵  | مجموع   | گزارش     |
| ------- | ----- | --------- | ------ | -------- | ----- | ----- | ----- | ----- | ----- | ------- | --------- |
| ۷ ژوئن  | ۱۶:۳۰ | بلغارستان | ۱–۳    | صربستان  | ۲۵–۱۹ | ۱۹–۲۵ | ۲۲–۲۵ | ۲۰–۲۵ |       | ۸۶–۹۴   | P2 Report |
| ۷ ژوئن  | ۱۹:۳۰ | کانادا    | ۰–۳    | آلمان    | ۱۹–۲۵ | ۲۰–۲۵ | ۲۸–۳۰ |       |       | ۶۷–۸۰   | P2 Report |
| ۸ ژوئن  | ۱۶:۳۰ | لهستان    | ۳–۰    | آرژانتین | ۲۵–۲۱ | ۲۵–۲۲ | ۲۵–۲۳ |       |       | ۷۵–۶۶   | P2 Report |
| ۸ ژوئن  | ۱۹:۳۰ | فرانسه    | ۳–۰    | ایتالیا  | ۲۵–۲۲ | ۲۶–۲۴ | ۲۵–۱۹ |       |       | ۷۶–۶۵   | P2 Report |
| ۹ ژوئن  | ۱۱:۰۰ | آلمان     | ۱–۳    | آرژانتین | ۲۵–۱۸ | ۲۲–۲۵ | ۱۷–۲۵ | ۲۰–۲۵ |       | ۸۴–۹۳   | P2 Report |
| ۹ ژوئن  | ۱۶:۳۰ | صربستان   | ۱–۳    | فرانسه   | ۲۵–۲۱ | ۲۲–۲۵ | ۲۳–۲۵ | ۲۳–۲۵ |       | ۹۳–۹۶   | P2 Report |
| ۹ ژوئن  | ۱۹:۳۰ | لهستان    | ۱–۳    | ایتالیا  | ۲۵–۲۱ | ۲۳–۲۵ | ۲۰–۲۵ | ۲۰–۲۵ |       | ۸۸–۹۶   | P2 Report |
| ۱۰ ژوئن | ۱۱:۰۰ | صربستان   | ۳–۲    | آرژانتین | ۲۵–۱۶ | ۲۵–۱۸ | ۱۷–۲۵ | ۱۲–۲۵ | ۱۵–۶  | ۹۴–۹۰   | P2 Report |
| ۱۰ ژوئن | ۱۶:۳۰ | بلغارستان | ۲–۳    | آلمان    | ۲۰–۲۵ | ۲۵–۲۲ | ۱۶–۲۵ | ۲۵–۲۰ | ۱۰–۱۵ | ۹۶–۱۰۷  | P2 Report |
| ۱۰ ژوئن | ۱۹:۳۰ | فرانسه    | ۳–۰    | کانادا   | ۲۵–۱۶ | ۲۵–۲۳ | ۲۵–۲۱ |       |       | ۷۵–۶۰   | P2 Report |
| ۱۱ ژوئن | ۱۳:۰۰ | آلمان     | ۳–۲    | صربستان  | ۲۷–۲۵ | ۲۵–۲۷ | ۱۸–۲۵ | ۲۸–۲۶ | ۱۸–۱۶ | ۱۱۶–۱۱۹ | P2 Report |
| ۱۱ ژوئن | ۱۶:۰۰ | بلغارستان | ۰–۳    | لهستان   | ۱۹–۲۵ | ۱۹–۲۵ | ۲۳–۲۵ |       |       | ۶۱–۷۵   | P2 Report |
| ۱۱ ژوئن | ۱۹:۰۰ | کانادا    | ۰–۳    | ایتالیا  | ۲۱–۲۵ | ۱۸–۲۵ | ۱۹–۲۵ |       |       | ۵۸–۷۵   | P2 Report |
| ۱۲ ژوئن | ۱۱:۰۰ | فرانسه    | ۱–۳    | لهستان   | ۲۵–۲۱ | ۲۲–۲۵ | ۲۱–۲۵ | ۲۲–۲۵ |       | ۹۰–۹۶   | P2 Report |
| ۱۲ ژوئن | ۱۴:۰۰ | آرژانتین  | ۱–۳    | ایتالیا  | ۲۰–۲۵ | ۲۱–۲۵ | ۲۵–۱۶ | ۲۸–۳۰ |       | ۹۴–۹۶   | P2 Report |
| ۱۲ ژوئن | ۱۷:۰۰ | بلغارستان | ۲–۳    | کانادا   | ۱۸–۲۵ | ۱۸–۲۵ | ۲۶–۲۴ | ۲۵–۲۱ | ۱۱–۱۵ | ۹۸–۱۱۰  | P2 Report |

### هفته ۲

#### دسته ۳
- تمامی زمان‌ها براساس زمان استاندارد فیلیپین (یوتی‌سی ۸:۰۰+) می‌باشد.

| تاریخ      | ساعت  |          | امتیاز |         | ست ۱  | ست ۲  | ست ۳  | ست ۴  | ست ۵  | مجموع   | گزارش     |
| ---------- | ----- | -------- | ------ | ------- | ----- | ----- | ----- | ----- | ----- | ------- | --------- |
| ۲۱ ژوئن    | ۱۵:۰۰ | اسلوونی  | ۰–۳    | هلند    | ۱۷–۲۵ | ۲۱–۲۵ | ۲۴–۲۶ |       |       | ۶۲–۷۶   | P2 Report |
| ۲۱ ژوئن    | ۱۹:۰۰ | آرژانتین | ۱–۳    | ژاپن    | ۲۵–۲۷ | ۱۸–۲۵ | ۲۵–۱۷ | ۱۶–۲۵ |       | ۸۴–۹۴   | P2 Report |
| ۲۲ ژوئن[۱] | ۱۵:۰۰ | چین      | ۰–۳    | فرانسه  | ۰–۲۵  | ۰–۲۵  | ۰–۲۵  |       |       | ۰–۷۵    | Report    |
| ۲۲ ژوئن    | ۱۹:۰۰ | آلمان    | ۰–۳    | ایتالیا | ۱۶–۲۵ | ۲۱–۲۵ | ۲۲–۲۵ |       |       | ۵۹–۷۵   | P2 Report |
| ۲۳ ژوئن    | ۱۱:۰۰ | فرانسه   | ۳–۰    | هلند    | ۲۵–۱۴ | ۲۵–۲۳ | ۲۵–۱۳ |       |       | ۷۵–۵۰   | P2 Report |
| ۲۳ ژوئن[۲] | ۱۵:۰۰ | چین      | ۳–۰    | آلمان   | ۲۵–۰  | ۲۵–۰  | ۲۵–۰  |       |       | ۷۵–۰    | Report    |
| ۲۳ ژوئن    | ۱۹:۰۰ | آرژانتین | ۱–۳    | اسلوونی | ۲۰–۲۵ | ۲۹–۲۷ | ۱۸–۲۵ | ۱۷–۲۵ |       | ۸۴–۱۰۲  | P2 Report |
| ۲۴ ژوئن    | ۱۱:۰۰ | آلمان    | ۱–۳    | هلند    | ۲۵–۲۲ | ۲۹–۳۱ | ۲۳–۲۵ | ۱۶–۲۵ |       | ۹۳–۱۰۳  | P2 Report |
| ۲۴ ژوئن    | ۱۵:۰۰ | آرژانتین | ۳–۱    | چین     | ۲۵–۲۲ | ۲۲–۲۵ | ۲۵–۲۲ | ۲۵–۲۲ |       | ۹۷–۹۱   | P2 Report |
| ۲۴ ژوئن    | ۱۹:۰۰ | ژاپن     | ۳–۲    | ایتالیا | ۲۵–۲۰ | ۲۱–۲۵ | ۲۴–۲۶ | ۲۵–۱۹ | ۱۵–۱۳ | ۱۱۰–۱۰۳ | P2 Report |
| ۲۵ ژوئن    | ۱۱:۰۰ | آرژانتین | ۲–۳    | هلند    | ۲۵–۲۲ | ۲۳–۲۵ | ۲۵–۲۰ | ۱۹–۲۵ | ۱۳–۱۵ | ۱۰۵–۱۰۷ | P2 Report |
| ۲۵ ژوئن    | ۱۵:۰۰ | ژاپن     | ۰–۳    | فرانسه  | ۲۲–۲۵ | ۲۵–۲۷ | ۱۶–۲۵ |       |       | ۶۳–۷۷   | P2 Report |
| ۲۵ ژوئن    | ۱۹:۰۰ | ایتالیا  | ۳–۰    | اسلوونی | ۲۵–۱۹ | ۲۵–۱۶ | ۲۵–۲۱ |       |       | ۷۵–۵۶   | P2 Report |
| ۲۶ ژوئن    | ۱۱:۰۰ | آلمان    | ۱–۳    | فرانسه  | ۱۶–۲۵ | ۱۹–۲۵ | ۲۵–۱۹ | ۲۱–۲۵ |       | ۸۱–۹۴   | P2 Report |
| ۲۶ ژوئن    | ۱۵:۰۰ | ژاپن     | ۳–۱    | اسلوونی | ۲۵–۲۱ | ۲۲–۲۵ | ۲۵–۱۸ | ۲۵–۱۹ |       | ۹۷–۸۳   | P2 Report |
| ۲۶ ژوئن    | ۱۹:۰۰ | ایتالیا  | ۳–۰    | چین     | ۲۵–۲۱ | ۲۵–۱۸ | ۲۵–۱۹ |       |       | ۷۵–۵۸   | P2 Report |

۱.^ چین بازی روز ۲۲ ژوئن را باخت و فرانسه به دلیل شرایط پزشکی مربوط به کووید-۱۹ با حساب ۳-۰ به برتری دست یافت.
۲.^ آلمان رقابت روز ۲۳ ژوئن را با حساب ۳-۰ به چین باخت زیرا آن‌ها از بازی با چین خودداری کردند، با وجود این که ورزشکاران چینی پس از مثبت شدن تست کووید-۱۹ با دستور مقامات محلی از محل رقابت‌ها خارج شده بودند.

#### دسته ۴
- تمامی زمان‌ها براساس ساعت تابستانی اروپای شرقی (یوتی‌سی ۳:۰۰+) می‌باشد.

| تاریخ   | ساعت  |                     | امتیاز |                     | ست ۱  | ست ۲  | ست ۳  | ست ۴  | ست ۵  | مجموع   | گزارش     |
| ------- | ----- | ------------------- | ------ | ------------------- | ----- | ----- | ----- | ----- | ----- | ------- | --------- |
| ۲۱ ژوئن | ۱۷:۰۰ | استرالیا            | ۱–۳    | کانادا              | ۲۵–۱۸ | ۲۶–۲۸ | ۱۹–۲۵ | ۲۲–۲۵ |       | ۹۲–۹۶   | P2 Report |
| ۲۱ ژوئن | ۲۰:۰۰ | ایران               | ۰–۳    | بلغارستان           | ۱۹–۲۵ | ۲۳–۲۵ | ۲۴–۲۶ |       |       | ۶۶–۷۶   | P2 Report |
| ۲۲ ژوئن | ۱۷:۰۰ | برزیل               | ۱–۳    | لهستان              | ۱۶–۲۵ | ۲۵–۲۲ | ۱۶–۲۵ | ۲۲–۲۵ |       | ۷۹–۹۷   | P2 Report |
| ۲۲ ژوئن | ۲۰:۰۰ | صربستان             | ۱–۳    | ایالات متحده آمریکا | ۲۴–۲۶ | ۲۵–۲۳ | ۲۳–۲۵ | ۲۰–۲۵ |       | ۹۲–۹۹   | P2 Report |
| ۲۳ ژوئن | ۱۳:۳۰ | لهستان              | ۳–۰    | کانادا              | ۲۵–۱۶ | ۲۵–۱۸ | ۲۵–۱۶ |       |       | ۷۵–۵۰   | P2 Report |
| ۲۳ ژوئن | ۱۶:۳۰ | صربستان             | ۰–۳    | برزیل               | ۱۸–۲۵ | ۲۴–۲۶ | ۱۷–۲۵ |       |       | ۵۹–۷۶   | P2 Report |
| ۲۳ ژوئن | ۲۰:۰۰ | ایالات متحده آمریکا | ۰–۳    | ایران               | ۱۸–۲۵ | ۲۷–۲۹ | ۲۵–۲۷ |       |       | ۷۰–۸۱   | P2 Report |
| ۲۴ ژوئن | ۱۳:۳۰ | صربستان             | ۳–۲    | کانادا              | ۲۰–۲۵ | ۱۹–۲۵ | ۲۵–۲۰ | ۲۶–۲۴ | ۱۵–۱۱ | ۱۰۵–۱۰۵ | P2 Report |
| ۲۴ ژوئن | ۱۶:۳۰ | ایران               | ۰–۳    | برزیل               | ۲۸–۳۰ | ۲۳–۲۵ | ۱۹–۲۵ |       |       | ۷۰–۸۰   | P2 Report |
| ۲۴ ژوئن | ۲۰:۰۰ | استرالیا            | ۳–۲    | بلغارستان           | ۲۱–۲۵ | ۲۵–۱۳ | ۲۵–۲۲ | ۲۰–۲۵ | ۱۷–۱۵ | ۱۰۸–۱۰۰ | P2 Report |
| ۲۵ ژوئن | ۱۳:۳۰ | کانادا              | ۰–۳    | ایران               | ۲۱–۲۵ | ۲۵–۲۷ | ۱۸–۲۵ |       |       | ۶۴–۷۷   | P2 Report |
| ۲۵ ژوئن | ۱۶:۳۰ | لهستان              | ۳–۰    | استرالیا            | ۲۵–۱۷ | ۲۵–۱۹ | ۲۵–۱۴ |       |       | ۷۵–۵۰   | P2 Report |
| ۲۵ ژوئن | ۲۰:۰۰ | ایالات متحده آمریکا | ۳–۱    | بلغارستان           | ۲۵–۱۲ | ۲۰–۲۵ | ۲۶–۲۴ | ۲۵–۲۳ |       | ۹۶–۸۴   | P2 Report |
| ۲۶ ژوئن | ۱۳:۳۰ | صربستان             | ۳–۰    | استرالیا            | ۲۵–۱۷ | ۲۵–۲۰ | ۲۵–۲۲ |       |       | ۷۵–۵۹   | P2 Report |
| ۲۶ ژوئن | ۱۶:۳۰ | ایالات متحده آمریکا | ۱–۳    | لهستان              | ۲۵–۲۱ | ۲۳–۲۵ | ۲۴–۲۶ | ۲۲–۲۵ |       | ۹۴–۹۷   | P2 Report |
| ۲۶ ژوئن | ۲۰:۰۰ | بلغارستان           | ۰–۳    | برزیل               | ۲۱–۲۵ | ۱۹–۲۵ | ۲۲–۲۵ |       |       | ۶۲–۷۵   | P2 Report |

### هفته ۳

#### دسته ۵
- تمامی زمان‌ها براساس زمان استاندارد ژاپن (یوتی‌سی ۹:۰۰+).

| تاریخ    | ساعت  |                     | امتیاز |                     | ست ۱  | ست ۲  | ست ۳  | ست ۴  | ست ۵  | مجموع  | گزارش     |
| -------- | ----- | ------------------- | ------ | ------------------- | ----- | ----- | ----- | ----- | ----- | ------ | --------- |
| ۵ ژوئیه  | ۱۵:۰۰ | ایالات متحده آمریکا | ۳–۱    | آلمان               | ۲۵–۲۱ | ۲۵–۱۹ | ۲۲–۲۵ | ۲۵–۱۸ |       | ۹۷–۸۳  | P2 Report |
| ۵ ژوئیه  | ۱۸:۰۰ | کانادا              | ۱–۳    | آرژانتین            | ۲۱–۲۵ | ۲۵–۲۳ | ۲۱–۲۵ | ۲۳–۲۵ |       | ۹۰–۹۸  | P2 Report |
| ۶ ژوئیه  | ۱۵:۴۰ | برزیل               | ۳–۱    | آلمان               | ۲۵–۲۷ | ۲۵–۱۷ | ۲۵–۲۰ | ۲۵–۱۹ |       | ۱۰۰–۸۳ | P2 Report |
| ۶ ژوئیه  | ۱۹:۱۰ | ژاپن                | ۳–۱    | استرالیا            | ۲۵–۱۸ | ۲۵–۱۵ | ۲۳–۲۵ | ۲۵–۱۹ |       | ۹۸–۷۷  | P2 Report |
| ۷ ژوئیه  | ۱۲:۰۰ | فرانسه              | ۲–۳    | ایالات متحده آمریکا | ۲۵–۱۵ | ۲۲–۲۵ | ۲۵–۲۲ | ۱۴–۲۵ | ۸–۱۵  | ۹۴–۱۰۲ | P2 Report |
| ۷ ژوئیه  | ۱۵:۰۰ | آلمان               | ۳–۱    | استرالیا            | ۲۰–۲۵ | ۲۵–۱۶ | ۲۵–۲۱ | ۲۶–۲۴ |       | ۹۶–۸۶  | P2 Report |
| ۷ ژوئیه  | ۱۸:۰۰ | کانادا              | ۰–۳    | برزیل               | ۱۸–۲۵ | ۱۹–۲۵ | ۱۶–۲۵ |       |       | ۵۳–۷۵  | P2 Report |
| ۸ ژوئیه  | ۱۲:۴۰ | آرژانتین            | ۳–۱    | استرالیا            | ۲۱–۲۵ | ۲۵–۲۳ | ۲۵–۱۹ | ۲۵–۱۵ |       | ۹۶–۸۲  | P2 Report |
| ۸ ژوئیه  | ۱۵:۴۰ | فرانسه              | ۳–۰    | برزیل               | ۲۵–۲۱ | ۲۵–۲۲ | ۲۵–۲۱ |       |       | ۷۵–۶۴  | P2 Report |
| ۸ ژوئیه  | ۱۹:۱۰ | ژاپن                | ۳–۱    | کانادا              | ۲۵–۲۰ | ۲۵–۱۶ | ۲۲–۲۵ | ۲۵–۲۰ |       | ۹۷–۸۱  | P2 Report |
| ۹ ژوئیه  | ۱۲:۴۰ | فرانسه              | ۱–۳    | آرژانتین            | ۲۲–۲۵ | ۲۵–۲۳ | ۲۳–۲۵ | ۱۹–۲۵ |       | ۸۹–۹۸  | P2 Report |
| ۹ ژوئیه  | ۱۵:۴۰ | کانادا              | ۰–۳    | ایالات متحده آمریکا | ۱۹–۲۵ | ۱۵–۲۵ | ۱۹–۲۵ |       |       | ۵۳–۷۵  | P2 Report |
| ۹ ژوئیه  | ۱۹:۱۰ | آلمان               | ۱–۳    | ژاپن                | ۲۵–۲۳ | ۲۲–۲۵ | ۲۰–۲۵ | ۲۰–۲۵ |       | ۸۷–۹۸  | P2 Report |
| ۱۰ ژوئیه | ۱۲:۴۰ | ایالات متحده آمریکا | ۳–۲    | آرژانتین            | ۲۹–۲۷ | ۲۲–۲۵ | ۲۰–۲۵ | ۱۳−۲۵ | ۱۵−۱۷ | ۹۹–۶۳  | Report    |
| ۱۰ ژوئیه | ۱۵:۴۰ | استرالیا            | ۰–۳    | فرانسه              | ۱۶–۲۵ | ۱۲–۲۵ | ۲۶–۲۸ |       |       | ۵۴–۷۸  | Report    |
| ۱۰ ژوئیه | ۱۹:۱۰ | برزیل               | ۳–۰    | ژاپن                | ۲۵–۲۳ | ۲۵–۲۳ | ۲۵–۲۲ |       |       | ۷۵–۶۸  | Report    |

#### دسته ۶
- تمامی زمان‌ها براساس ساعت تابستانی اروپای مرکزی (یوتی‌سی ۲:۰۰+).

| تاریخ    | ساعت  |           | امتیاز |           | ست ۱  | ست ۲  | ست ۳  | ست ۴  | ست ۵ | مجموع   | گزارش     |
| -------- | ----- | --------- | ------ | --------- | ----- | ----- | ----- | ----- | ---- | ------- | --------- |
| ۵ ژوئیه  | ۱۷:۰۰ | بلغارستان | ۰–۳    | ایتالیا   | ۱۵–۲۵ | ۲۰–۲۵ | ۲۳–۲۵ |       |      | ۵۸–۷۵   | P2 Report |
| ۵ ژوئیه  | ۲۰:۰۰ | ایران     | ۳–۲    | لهستان    | ۲۱–۲۵ | ۲۵–۲۳ | ۲۵–۲۲ | ۲۵–۲۷ | ۱۵–۷ | ۱۱۱–۱۰۴ | P2 Report |
| ۶ ژوئیه  | ۱۷:۰۰ | هلند      | ۳–۰    | چین       | ۲۹–۲۷ | ۲۵–۱۲ | ۲۵–۱۳ |       |      | ۷۹–۵۲   | P2 Report |
| ۶ ژوئیه  | ۲۰:۰۰ | اسلوونی   | ۳–۰    | صربستان   | ۲۵–۱۵ | ۲۵–۱۹ | ۲۵–۲۳ |       |      | ۷۵–۵۷   | P2 Report |
| ۷ ژوئیه  | ۱۴:۰۰ | ایتالیا   | ۳–۱    | ایران     | ۲۵–۱۶ | ۲۵–۲۷ | ۲۵–۲۳ | ۲۵–۲۳ |      | ۱۰۰–۸۹  | P2 Report |
| ۷ ژوئیه  | ۱۷:۰۰ | بلغارستان | ۱–۳    | اسلوونی   | ۲۲–۲۵ | ۲۵–۲۲ | ۱۸–۲۵ | ۱۶–۲۵ |      | ۸۱–۹۷   | P2 Report |
| ۷ ژوئیه  | ۲۰:۰۰ | لهستان    | ۳–۰    | چین       | ۲۶–۲۴ | ۲۵–۱۶ | ۲۵–۱۸ |       |      | ۷۶–۵۸   | P2 Report |
| ۸ ژوئیه  | ۱۴:۰۰ | بلغارستان | ۳–۱    | هلند      | ۲۲–۲۵ | ۲۵–۱۶ | ۲۵–۲۱ | ۲۵–۲۱ |      | ۹۷–۸۳   | P2 Report |
| ۸ ژوئیه  | ۱۷:۰۰ | اسلوونی   | ۰–۳    | ایران     | ۲۴–۲۶ | ۱۴–۲۵ | ۲۱–۲۵ |       |      | ۵۹–۷۶   | P2 Report |
| ۸ ژوئیه  | ۲۰:۰۰ | ایتالیا   | ۳–۰    | صربستان   | ۲۵–۲۱ | ۲۵–۱۴ | ۲۵–۲۳ |       |      | ۷۵–۵۸   | P2 Report |
| ۹ ژوئیه  | ۱۴:۰۰ | چین       | ۳–۱    | بلغارستان | ۲۶–۲۸ | ۲۵–۲۳ | ۲۵–۲۳ | ۲۵–۱۷ |      | ۱۰۱–۹۱  | Report    |
| ۹ ژوئیه  | ۱۷:۰۰ | ایران     | ۳–۰    | صربستان   | ۳۵–۳۳ | ۲۵–۲۱ | ۲۵–۱۲ |       |      | ۸۵–۶۶   | Report    |
| ۹ ژوئیه  | ۲۰:۰۰ | لهستان    | ۳–۰    | هلند      | ۲۵–۱۹ | ۲۵–۲۳ | ۲۵–۲۲ |       |      | ۷۵–۶۴   | Report    |
| ۱۰ ژوئیه | ۱۴:۰۰ | چین       | ۱–۳    | صربستان   | ۱۷–۲۵ | ۱۷–۲۵ | ۲۵–۲۳ | ۲۵−۲۲ |      | ۸۴–۷۶   | Report    |
| ۱۰ ژوئیه | ۱۷:۰۰ | ایتالیا   | ۳–۰    | هلند      | ۲۵–۲۳ | ۲۶–۲۴ | ۲۵–۲۱ |       |      | ۷۶–۶۸   | Report    |
| ۱۰ ژوئیه | ۲۰:۰۰ | لهستان    | ۳–۱    | اسلوونی   | ۲۵–۱۴ | ۲۵–۲۳ | ۲۳–۲۵ | ۱۷−۲۵ |      | ۹۰–۵۴   | Report    |

## دور نهایی
- تمام زمان‌ها براساس ساعت تابستانی اروپای مرکزی (یوتی‌سی ۲:۰۰+) می‌باشد.

|  | یک‌چهارم‌نهایی‌ها      | یک‌چهارم‌نهایی‌ها      |          |   | نیمه‌نهایی‌ها    | نیمه‌نهایی‌ها    |  |  | نهایی | نهایی |
|  |                     |                     |          |   |                |                |  |  |       |       |
|  | ۲۰ ژوئیه            |                     |          |   |                |                |  |  |       |       |
|  |                     |                     |          |   |                |                |  |  |       |       |
|  | ایتالیا             | ۳                   |          |   |                |                |  |  |       |       |
|  | ایتالیا             | ۳                   | ۲۳ ژوئیه |   |                |                |  |  |       |       |
|  | هلند                | ۱                   |          |   |                |                |  |  |       |       |
|  | هلند                | ۱                   | ایتالیا  | ۰ |                |                |  |  |       |       |
|  | ۲۱ ژوئیه            |                     | ایتالیا  | ۰ |                |                |  |  |       |       |
|  |                     | فرانسه              | ۳        |   |                |                |  |  |       |       |
|  | فرانسه              | فرانسه              | ۳        | ۳ |                |                |  |  |       |       |
|  | فرانسه              |                     | ۲۴ ژوئیه | ۳ |                |                |  |  |       |       |
|  | ژاپن                | ۰                   |          |   |                |                |  |  |       |       |
|  | ژاپن                | ۰                   | فرانسه   | ۳ |                |                |  |  |       |       |
|  | ۲۱ ژوئیه            |                     | فرانسه   | ۳ |                |                |  |  |       |       |
|  |                     | ایالات متحده آمریکا | ۲        |   |                |                |  |  |       |       |
|  | لهستان              | ایالات متحده آمریکا | ۲        | ۳ |                |                |  |  |       |       |
|  | لهستان              | ۲۳ ژوئیه            |          | ۳ |                |                |  |  |       |       |
|  | ایران               | ۲                   |          |   |                |                |  |  |       |       |
|  | ایران               | ۲                   | لهستان   | ۰ |                |                |  |  |       |       |
|  | ۲۰ ژوئیه            |                     | لهستان   | ۰ |                |                |  |  |       |       |
|  |                     | ایالات متحده آمریکا | ۳        |   | بازی مقام سومی | بازی مقام سومی |  |  |       |       |
|  | ایالات متحده آمریکا | ایالات متحده آمریکا | ۳        | ۳ | بازی مقام سومی | بازی مقام سومی |  |  |       |       |
|  | ایالات متحده آمریکا |                     | ۲۴ ژوئیه | ۳ |                |                |  |  |       |       |
|  | برزیل               | ۱                   |          |   |                |                |  |  |       |       |
|  | برزیل               | ۱                   | ایتالیا  | ۰ |                |                |  |  |       |       |
|  |                     |                     |          |   |                |                |  |  |       |       |
|  | لهستان              | ۳                   |          |   |                |                |  |  |       |       |
|  | لهستان              | ۳                   |          |   |                |                |  |  |       |       |

### یک‌چهارم‌نهایی‌ها
| تاریخ    | ساعت  |                     | امتیاز |        | ست ۱  | ست ۲  | ست ۳  | ست ۴  | ست ۵ | مجموع  | گزارش     |
| -------- | ----- | ------------------- | ------ | ------ | ----- | ----- | ----- | ----- | ---- | ------ | --------- |
| ۲۰ ژوئیه | ۱۸:۰۰ | ایالات متحده آمریکا | ۳–۱    | برزیل  | ۲۰–۲۵ | ۲۵–۲۲ | ۲۵–۲۳ | ۲۵–۱۷ |      | ۹۵–۸۷  | P2 Report |
| ۲۰ ژوئیه | ۲۱:۰۰ | ایتالیا             | ۳–۱    | هلند   | ۲۱–۲۵ | ۲۵–۲۲ | ۲۵–۱۳ | ۲۵–۲۲ |      | ۹۶–۸۲  | P2 Report |
| ۲۱ ژوئیه | ۱۸:۰۰ | فرانسه              | ۳–۰    | ژاپن   | ۲۶–۲۴ | ۲۵–۱۶ | ۲۵–۲۰ |       |      | ۷۶–۶۰  | P2 Report |
| ۲۱ ژوئیه | ۲۱:۰۰ | ایران               | ۲–۳    | لهستان | ۲۵–۲۱ | ۲۴–۲۶ | ۲۵–۱۸ | ۱۶–۲۵ | ۱۵–۷ | ۱۰۵–۹۷ | P2 Report |

### نیمه‌نهایی‌ها
| تاریخ    | ساعت  |         | امتیاز |                     | ست ۱  | ست ۲  | ست ۳  | ست ۴ | ست ۵ | مجموع | گزارش     |
| -------- | ----- | ------- | ------ | ------------------- | ----- | ----- | ----- | ---- | ---- | ----- | --------- |
| ۲۳ ژوئیه | ۱۸:۰۰ | لهستان  | ۰–۳    | ایالات متحده آمریکا | ۲۲–۲۵ | ۲۳–۲۵ | ۱۳–۲۵ |      |      | ۵۸–۷۵ | P2 Report |
| ۲۳ ژوئیه | ۲۱:۰۰ | ایتالیا |        |                     |       |       |       |      |      |       |           |

### بازی مقام سومی
| تاریخ    | ساعت  |         | امتیاز |        | ست ۱  | ست ۲  | ست ۳  | ست ۴ | ست ۵ | مجموع | گزارش     |
| -------- | ----- | ------- | ------ | ------ | ----- | ----- | ----- | ---- | ---- | ----- | --------- |
| ۲۴ ژوئیه | ۱۸:۰۰ | ایتالیا | ۰–۳    | لهستان | ۱۶–۲۵ | ۲۳–۲۵ | ۲۰–۲۵ |      |      | ۵۹–۷۵ | P2 Report |

### نهایی
| تاریخ    | ساعت  |        | امتیاز |                     | ست ۱  | ست ۲  | ست ۳  | ست ۴  | ست ۵  | مجموع  | گزارش     |
| -------- | ----- | ------ | ------ | ------------------- | ----- | ----- | ----- | ----- | ----- | ------ | --------- |
| ۲۴ ژوئیه | ۲۱:۰۰ | فرانسه | ۳–۲    | ایالات متحده آمریکا | ۲۵–۱۶ | ۲۵–۱۹ | ۱۵–۲۵ | ۲۱–۲۵ | ۱۵–۱۰ | ۱۰۱–۹۵ | P2 Report |

## رده‌بندی نهایی
| رتبه | تیم                 |
| ---- | ------------------- |
| 1    | فرانسه              |
| 2    | ایالات متحده آمریکا |
| 3    | لهستان              |
| ۴    | ایتالیا             |
| ۵    | ژاپن                |
| ۶    | برزیل               |
| ۷    | ایران               |
| ۸    | هلند                |
| ۹    | آرژانتین            |
| ۱۰   | اسلوونی             |
| ۱۱   | صربستان             |
| ۱۲   | آلمان               |
| ۱۳   | چین                 |
| ۱۴   | بلغارستان           |
| ۱۵   | کانادا              |
| ۱۶   | استرالیا            |

| قهرمان لیگ ملت‌های ۲۰۲۲  |
| ----------------------- |
| · فرانسه · نخستین عنوان |

| فهرست ۱۴-نفره |
| بارتلمی شیننیز، جنیا گربنیکوف، ژان پتری، بنجامین تونیوتی (c)، اروین انگاپت، آنتوان بیزار، استفن بوایه، نیکولا لو گوف، مدریچ هنری، تخور کلونو، یاسین لواتی، بنجامین دیز، پیر درویلان، کوئنتین یوفروی |
| سرمربی |
| آندره‌آ جیانی |

## جوایز

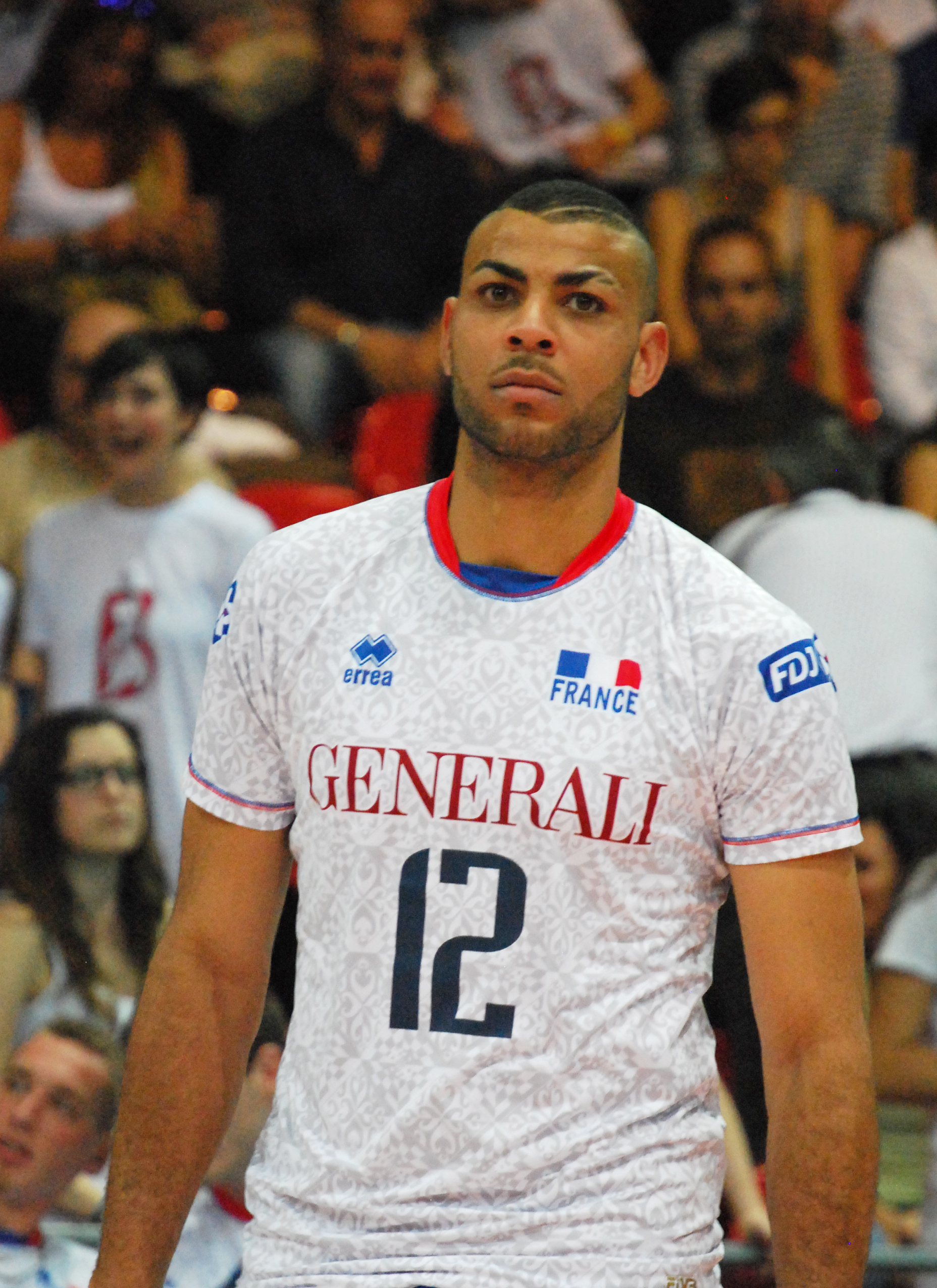
اروین انگاپت باارزش‌ترین بازیکن لیگ ملت‌های ۲۰۲۲ شد.

| - باارزش‌ترین بازیکن اروین انگاپت (FRA) - بهترین تنظیم کننده میکا کریستنسون (USA) - بهترین آبشار زننده‌های بیرونی تخور کلونو (FRA) اروین انگاپت (FRA) | - بهترین دفاع‌کننده‌های میانی ماتئوش بینیک (POL) دیوید اسمیت (USA) - بهترین آبشار زننده روبه‌رو ژان پتری (FRA) - بهترین لیبرو جنیا گربنیکوف (FRA) |